# Georg Christl
Georg Christl (3 d'octubre de 1913 – 31 de març de 1991) va ser un as de l'aviació alemany, receptor de la Creu de Cavaller de la Creu de Ferro durant la Segona Guerra Mundial. Georg Christl va aconseguir 7 victòries aèries durant la guerra.

## Condecoracions
Creu de Ferro de 2a classe
 Creu de Ferro de 1a classe
 Creu Alemanya d'Or - 28 de desembre de 1942
 Creu de Cavaller de la Creu de Ferro – 18 de març de 194 com a Hauptmann i Gruppenkommandeur del III./Zerstörergeschwader 26 "Horst Wessel"
 Passador de Vol Operatiu per pilots de caça
Copa d'Honor de la Luftwaffe – 13 de juny de 1941